# ショウ・ボート (1951年の映画)
『ショウ・ボート』（原題・英語: Show Boat）は、1951年に製作・公開されたアメリカ合衆国の映画である。1936年に映画化されたジェローム・カーン作曲、オスカー・ハマースタイン2世作詞のミュージカル『ショウボート』の再映画化であり、ジョージ・シドニーが監督、キャスリン・グレイソンとエヴァ・ガードナー、ハワード・キールが主演した。
テクニカラー作品として撮影されている。

## キャスト
| 役名       | 俳優                         | 日本語吹替                               | 日本語吹替          |
| 役名       | 俳優                         | テレビ版                                 | PDDVD版             |
| ---------- | ---------------------------- | ---------------------------------------- | ------------------- |
| マグノリア | キャスリン・グレイソン       | 武藤礼子                                 | 水月優希            |
| ジュリー   | エヴァ・ガードナー           | 翠準子                                   | 瀬尾恵子            |
| ゲイロード | ハワード・キール             | 家弓家正                                 | 上別府仁資          |
| アンディ   | ジョー・E・ブラウン          | 辻村真人                                 | 田坂浩樹            |
| エリー     | マージ・チャンピオン         |                                          | 七瀬みーな          |
| フランク   | ガワー・チャンピオン         |                                          | 井口泰之            |
| スティーヴ | ロバート・スターリング       |                                          | 小浅和大            |
| パーシー   | アグネス・ムーアヘッド       |                                          | 萩柚月              |
| ピート     | リーフ・エリクソン           |                                          | 大塚智則            |
| ジョー     | ウィリアム・ウォーフィールド | 加藤修                                   | 芦澤孝臣            |
| その他     | N/A                          | 京千英子 芝田清子 田中亮一 嶋俊介 青野武 | 渡邉絵理 三村よしみ |

## スタッフ
- 監督：ジョージ・シドニー
- 製作：アーサー・フリード
- 脚本：ジョン・リー・メイヒン（英語版）
- 音楽監督：アドルフ・ドイチュ
- 撮影監督：チャールズ・ロッシャー
- 編集：ジョン・D・ダニング（英語版）
- 美術：セドリック・ギボンズ、ジャック・マーティン・スミス（英語版）
- 装置：エドウィン・B・ウィリス
- 衣裳：ウォルター・プランケット（英語版）
- 録音：ダグラス・シアラー
- 特殊効果：ウォーレン・ニューカム（英語版）
- 振付：ロバート・アルトン（英語版）

## アカデミー賞ノミネーション
- 撮影賞（カラー）：チャールズ・ロシャー
- 編曲賞（ミュージカル）：アドルフ・ドイチュ、コンラッド・サリンジャー（英語版）